# Robert Barrière
Pour les articles homonymes, voir Barrière.
Robert Barrière, né le 23 juillet 1909 à Sauveterre-de-Guyenne (Gironde) et mort le 3 janvier 1975 dans la même commune, est un homme politique français.

## Mandats
- Député de la huitième circonscription de la Gironde (1962-1967)
- Maire de Saint-Romain-de-Vignague